# Bruce McLaren
Bruce Leslie McLaren (30 de agosto de 1937 – 2 de junho de 1970) foi um automobilista neozelandês. Disputou 104 provas do Campeonato Mundial de Fórmula 1 entre os anos de 1958 até 1970, obtendo 4 vitórias, 3 melhores voltas, e 188,5 pontos. Foi o fundador da Team McLaren.
Bruce McLaren sofreu da Doença de Perthe na infância, que o deixou paralisado por meses e fez com que sua perna direita fosse 5 centímetros maior que a esquerda. Isso não o impediu de disputar corridas de automóvel com o Austin de seu pai entre 1956 e 1957.

## Carreira
Em 1958, Bruce "comprou" uma vaga na equipe Cooper Car Company, para disputar os Grandes Prêmios de Alemanha e Marrocos de Fórmula 1. Na Alemanha, no antigo circuito de Nürburgring e sua corrida de estreia, chegou em quinto lugar. Seu desempenho nas duas corridas o colocou como piloto oficial da Cooper, e em 1959 obteve sua primeira vitória no Grande Prêmio dos Estados Unidos, se tornando então o mais jovem vencedor de Grandes Prêmios, com 22 anos. Em 1961 tornou-se o primeiro piloto da equipe com a saída de Jack Brabham.
Bruce manteve-se na Cooper até o final de 1965, conquistando boa reputação como um piloto rápido e equilibrado, constantemente terminando as provas na zona de pontuação, apesar de correr com um equipamento inferior (nestes anos, grandes equipes como Ferrari e BRM, assim com a Cooper, alinhavam mais de 2 carros no grid de largada, o que dificultava a competição para equipes de menor porte).
Em 1963 Bruce e seu amigo Teddy Mayer fundaram a Bruce McLaren Motor Racing Ltd. para o desenvolvimento de carros para um campeonato na Tasmânia (o qual Bruce venceu com seu próprio carro no mesmo ano). Ao final de 1965, a Cooper deixava a Fórmula 1, e Bruce McLaren viu a oportunidade de construir seu próprio carro para o Campeonato Mundial. O McLaren M2B rendeu a Bruce 3 pontos e muitas quebras em sua temporada de estreia. Em 1967, Bruce dispunha de apenas um chassi, e quando o danificou em um acidente no Grande Prêmio da Bélgica, se viu obrigado a correr as 3 provas seguintes pela equipe Eagle.
Em 1968, no grande prêmio belga, Bruce McLaren venceu com seu próprio carro, chegando em segundo lugar em outras duas ocasiões. A construção de carros tornara-se um negócio rentável ao passo que dezenas de pilotos financiavam sua participação pela equipe McLaren. Com isso Bruce pôde desenvolver seus chassis com mais eficiência, e em 1969 voltou a ter um desempenho regular.
Bruce McLaren começou a temporada de 1970 com um bom rendimento, chegando em segundo lugar no Grande Prêmio da Espanha. Porém, após a terceira etapa, durante uma sessão de testes com um carro Can-Am em Goodwood em 2 de junho, Bruce McLaren sofreu um acidente fatal, quando o seu carro saltou o “capot” traseiro. Sem apoio aerodinâmico, o M8D levantou voo e, em pleno ar, começou a derivar para a direita, saindo, sempre em voo, dos limites da pista. Sem o poder controlar, Bruce viu aproximar-se um posto de comissários, onde o carro atingiu sem a velocidade ter diminuído. O choque foi terrível, desintegrando-se a frágil construção, bem como o M8D, o piloto morreu de imediato. Ele tinha 32 anos.
Durante cinco anos, as McLaren dominaram o campeonato Can-Am entre 1967 e 1971, Bruce ganhou duas vezes neste campeonato, além de dois de Denny Hulme e a última do norte-americano Peter Revson. Desde o início ele estava interessado neste torneio, na verdade, o primeiro McLaren era quase um protótipo para disputar as 500 Milhas de Indianápolis; mas eles adaptaram com um motor Oldsmobile e pneus Firestone para a Fórmula 1.
Em 1991 passou a integrar o International Motorsports Hall of Fame.
Em 2017, foi lançado o documentário McLaren do cineasta Roger Donaldson, que narra sua carreira.

## Resultados

### 24 Horas de Le Mans
| Ano  | Equipe               | Veículo                | Co-piloto     | Posição | Nota                            |
| ---- | -------------------- | ---------------------- | ------------- | ------- | ------------------------------- |
| 1959 | Cooper Car Company   | Cooper T49 Monaco MK I | Jim Russell   | DNF     | Acidente                        |
| 1961 | Briggs Cunningham    | Maserati Tipo 63       | Walt Hansgen  | DNF     | Acidente                        |
| 1962 | Briggs Cunningham    | Maserati Tipo 151      | Walt Hansgen  | DNF     | Transmissão                     |
| 1963 | Aston Martin Lagonda | Aston Martin DP215     | Innes Ireland | DNF     | Pistão                          |
| 1964 | Ford Motor Company   | Ford GT40              | Phil Hill     | DNF     | Caixa de engrenagem             |
| 1965 | Shelby American Inc  | Ford GT40              | Ken Miles     | DNF     | Motor                           |
| 1966 | Shelby American Inc  | Ford GT40              | Chris Amon    | 1º      | Vitória global na classe P +5.0 |
| 1967 | Shelby American Inc. | Ford GT40 MK IV        | Mark Donohue  | 4º      | Segundo entre os P +5.0         |